# Steatomys caurinus
Steatomys caurinus — вид гризунів родини Nesomyidae. Він походить із тропічної Західної Африки, де зустрічається на луках і посівах.

## Таксономія
Steatomys caurinus (північно-західна товста миша) вперше описав британський зоолог Олдфілд Томас у 1912 році. У 1977 році Коатзі вважав її підвидом товстої миші (Steatomys pratensis), але Свейнпол і Шліттер підняли її до повного виду в 1978 рік.

## Опис
Steatomys caurinus має довжину голови і тулуба від 96 до 122 мм і довжину хвоста від 35 до 50 мм. Важить від 36 до 60 г. Він темно-червонувато-коричневого кольору і завжди має десять і більше сосків. Це один із трьох видів товстих мишей, що зустрічаються в Західній Африці. Його можна відрізнити від вишуканої товстої миші (Steatomys caurinus) за тим, що він більший і темніший, має коротший хвіст і більше сосків. Третій вид, товста миша Джексона (Steatomys jacksoni), не поділяє той самий ареал, його можна знайти лише в південній Гані та південній Нігерії.

## Поширення і середовище проживання
Він зустрічається в Беніні, південній частині Буркіна-Фасо, Кот-д’Івуарі, північній Гані, південно-західній частині Малі, Нігері, північній Нігерії, Сенегалі та Того, де її природним середовищем існування є субтропічні або тропічні сухі чагарники та сільськогосподарські угіддя.